# Сіетл-Такома (аеропорт)
Міжнародний аеропорт Сіетл — Такома (англ. Seattle–Tacoma International Airport) (IATA: SEA, ICAO: KSEA, FAA ідент. місц.: SEA), також називається Аеропорт Сі-Так (англ. Sea-Tac Airport або Сі-Так (англ. Sea-Tac ([siːtæk]) — це основний комерційний аеропорт, що обслуговує столицю штату Вашингтон — місто Сіетл. Він розташований у місті Сітак, приблизно 21 км на південь від центру Сіетла. Аеропорт, найбільший у Тихоокеанському північному заході у регіоні Північної Америки, належить і експлуатується портом Сіетла.
У аеропорту є рейси до міст по всій Північній Америці, Європі, Середньому Сході та Азії. Це основний хаб Alaska Airlines та її регіональної філії Horizon Air, штаб-квартира якої знаходиться недалеко від аеропорту. Аеропорт також є центром і міжнародними воротами до Азії та Європи для Delta Air Lines, яка з 2011 року поширилася на Сі-Так.
У 2017 році аеропорт був 31-м найзавантаженішим аеропортом у світі та дев'ятим найбільш завантаженим у Сполучених Штатах за пасажирообігом, який обслужив в 2017 році 46,9 мільйонів пасажирів і вважається одним з найбільш швидкозростаючих у Сполучених Штатах та світі. . Сі-Так класифікується в Національному плані інтегрованих систем аеропортів на 2015—2019 роки в якості основного комерційного обслуговування (великого хабу) аеропорту на основі 16121123 запланованих заходів у 2012 році. Гараж аеропорту становить 13 000 автомобілів — це найбільша парковка в Північній Америці під одним дахом.

## Авіалінії та напрямки на листопад 2018

### Пасажирські
| Авіакомпанія          | Пункт призначення | Джерела |
| --------------------- | --- | ------- |
| Aer Lingus            | Дублін | [ 5 ]   |
| Aeroméxico            | Мехіко | [ 6 ]   |
| Air Canada            | Торонто-Пірсон | [ 7 ]   |
| Air Canada Express    | Ванкувер Сезонний: Калгарі | [ 7 ]   |
| Air France            | Париж-Шарль де Голль | [ 8 ]   |
| Alaska Airlines       | Альбукерке, Анкоридж, Атланта, Остін, Балтимор, Беллінгем, Біллінгс, Бойсе, Бостон, Боузмен, Бербанк, Калгарі, Чарлстон (Південна Кароліна), Чикаго-О'Хара, Колумбус-Гленн (починається 7 березня 2019), Даллас-Форт-Верт, Даллас-Лав, Денвер, Детройт, Едмонтон, Юджин, Ель-Пасо (починається 19 лютого 2019), Феарбанкс, Форт-Лодердейл, Фресно, Грейт-Фоллс, Гелена, Гонолулу, Х'юстон-Інтерконтінентал, Індіанаполіс, Джуно, Кагулуї, Кайла-Кона, Каліспелл, Келоуна, Канзас-Сіті, Кетчікан, Лас-Вегас, Ліх'ю, Лос-Анджелес, Медфорд, Мілвокі, Міннеаполіс-Сент-Пол, Міссоула, Нашвілл, Новий Орлеан, Нью-Йорк-Дж. Кеннеді, Ньюарк, Окленд, Оклагома-Сіті, Омаха, Онтаріо, Округ Орендж, Орландо, Палм-Спрінгс, Філадельфія, Фінікс-Скай-Харбор, Піттсбург, [[Портлендський міжнародний аеропорт\|Портленд (Орегон)], Паллмен, Ралей-Дурхам, Редмонд-Бенд, Ріно-Тахо, Сакраменто, Сент-Луїс, Солт-Лейк-Сіті, Сан-Антоніо, Сан-Дієго, Сан-Франциско, Сан-Хосе (Каліфорнія), Сан-Луї-Обіспо, Санта-Барбара, Санта-Роза, Сітка, Сан-Веллі, Спокейн, Тампа, Трі-Сітіс (Вашингтон), Таксон, Ванкувер, Вікторія, Валла-Валла, Вашингтон-Даллес, Вашингтон-Національний, Вентачі, Вічита, Якіма Сезонний: Канкун, Гайден-Стімбоут-Спрінгс, Пуерто-Валларта, Сан-Хосе-дель-Кабо | [ 11 ]  |
| All Nippon Airways    | Токіо-Наріта | [ 12 ]  |
| American Airlines     | Шарлотт, Чикаго-О'Хара, Даллас-Форт-Верт, Маямі, Нью-Йорк-Дж. Кеннеді, Філадельфія, Фінікс-Скай-Харбор | [ 13 ]  |
| American Eagle        | Лос-Анджелес | [ 13 ]  |
| Asiana Airlines       | Сеул-Інчхон | [ 14 ]  |
| British Airways       | Лондон-Хітроу | [ 15 ]  |
| Cathay Pacific        | Гонконг (починається 1 квітня 2019) | [ 17 ]  |
| Condor                | Франкфурт | [ 18 ]  |
| Delta Air Lines       | Амстердам, Анкоридж, Атланта, Остін, Пекін-Столичний, Бостон, Чикаго-О'Хара, Цинциннаті, Денвер, Детройт, Феїрбанкс, Гонолулу, Індіанаполіс, Кагулуї, Кайла-Кона, Лас-Вегас, Lihue, Лос-Анджелес, Мілвокі (відновиться 1 березня 2019), Міннеаполіс-СентПол, Нашвілл, Нью-Йорк-Дж. Кеннеді, Орландо, Осака-Кансай (відновиться 1 квітня 2019), Париж-Шарль де Голль, Фінікс-Скай-Харбор, Портленд (Орегон), Ралей-Дурхам, Солт-Лейк-Сіті, Сан-Дієго, Сан-Франциско, Сан-Хосе (Каліфорнія) (починається 8 червня 2019), Спокейн, Seoul–Incheon, Шанхай-Пудун, Токіо-Наріта, Вашингтон-Даллес Сезонний: Канкун, Форт-Лодердейл, Джуно, Новий Орлеан, Палм-Спрінгс, Пуерто-Валларта, Сан-Хосе-дель-Кабо, Таксон, Ванкувер | [ 20 ]  |
| Delta Connection      | Бойсе, Калгарі, Едмонтон, Юджин, Канзас-Сіті, Медфорд, Мілвокі (закінчується 30 квітня 2019), Округ Орендж, Портленд (Орегон), Редмонд-Бенд, Сакраменто, Солт-Лейк-Сіті, Сан-Хосе (Каліфорнія), Спокейн, Трі-Сітіс (Вайомінг), Ванкувер, Вікторія (Канада) Сезонний: Боузмен, Феїрбанкс, Джексон-Хоул, Кетчікан, Палм-Спрінгс, Фінікс-Скай-Харбор, Сан-Франциско, Сітка | [ 20 ]  |
| Emirates              | Дубай-Міжнародний | [ 21 ]  |
| EVA Air               | Тайбей-Таоюань | [ 22 ]  |
| Frontier Airlines     | Денвер Сезонний: Остін, Клівленд, Колорадо-Српінгс | [ 23 ]  |
| Hainan Airlines       | Пекін-Столичний, Шанхай-Пудун | [ 24 ]  |
| Hawaiian Airlines     | Гонолулу, Кагулуї | [ 25 ]  |
| Icelandair            | Рейк'явік-Кеплавік | [ 26 ]  |
| Japan Airlines        | Токіо-Наріта (відновиться 31 березня 2019) | [ 27 ]  |
| JetBlue Airways       | Бостон, Лонг-Біч, Нью-Йорк-Дж. Кеннеді Сезонний: Анкоридж | [ 28 ]  |
| Korean Air            | Сеул-Інчхон | [ 29 ]  |
| Lufthansa             | Франкфурт | [ 30 ]  |
| Norwegian Air Shuttle | Сезонний: Лондон-Гатвік | [ 31 ]  |
| Singapore Airlines    | Сінгапур (починається 3 вересня 2019) | [ 32 ]  |
| Southwest Airlines    | Чикаго-Мідуей, Даллас-Лав, Денвер, Лас-Вегас, Окленд, Фінікс-Скай-Харбор, Сакраменто, Сент-Луїс, Сан-Дієго, Сан-Хосе (Каліфорнія) Сезонний: Балтимор, Х'юстон-Хоббі, Канзас-Сіті, Мілвокі, Нешвілл | [ 33 ]  |
| Spirit Airlines       | Лас-Вегас Сезонний: Балтимор, Чикаго-О'Хара, Детройт, Форт-Лодердейл, Міннеаполіс-Сент-Пол | [ 34 ]  |
| Sun Country Airlines  | Сезонний: Анкоридж, Міннеаполіс-Сент-Пол | [ 35 ]  |
| Thomas Cook Airlines  | Сезонний: Манчестер | [ 36 ]  |
| United Airlines       | Чикаго-О'Хара, Денвер, Х'юстон-Інтерконтінентал, Ньюарк, Сан-Франциско, Вашингтон-Даллес Сезонний: Лос-Анджелес | [ 37 ]  |
| United Express        | Лос-Анджелес Сезонний: Денвер, Сан-Франциско | [ 37 ]  |
| Virgin Atlantic       | Лондон-Хітроу | [ 38 ]  |
| Volaris               | Гвадалахара | [ 39 ]  |
| Xiamen Air            | Шеньчжень | [ 40 ]  |

### Вантажні

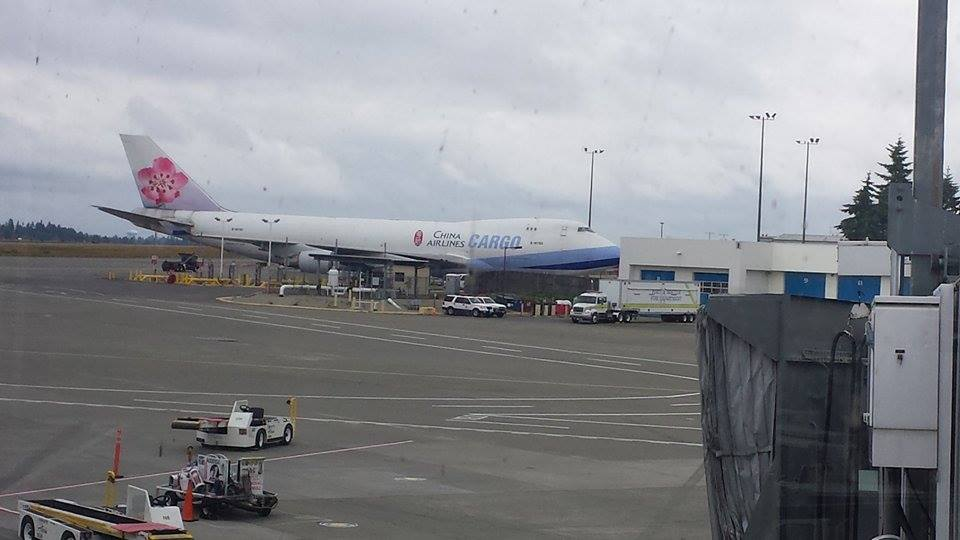
China Airlines Cargo Boeing 747 at Seattle–Tacoma International Airport on June 10, 2014.

| Авіакомпанія         | Пункт призначення                                                                                       |
| -------------------- | --- |
| AirPac Airlines      | Юджин, Ванкувер                                                                                         |
| Amazon Air           | Еллентаун-Бертлегем, Цинциннаті, Гартфорд-Спрінгфілд                                                    |
| Ameriflight          | Спокейн                                                                                                 |
| Alaska Air Cargo     | Анкоридж, Кордова, Джуно, Кетчікан, Сітка, Якутат                                                       |
| Asiana Airlines      | Чикаго-О'Хара, Сеул-Інчхон                                                                              |
| Cargolux             | Калгарі, Лос-Анджелес, Люксембург, Прествік                                                             |
| China Airlines       | Анкоридж, Маямі, Нью-Йорк-Дж. Кеннеді, Тайбей-Таоюань                                                   |
| China Cargo Airlines | Шанхай-Пудун                                                                                            |
| DHL Aviation         | Цинциннаті, Лос-Анджелес, Сеул-Інчхон, Ванкувер                                                         |
| EVA Air              | Анкоридж, Даллас-Форт-Верт                                                                              |
| FedEx Express        | Анкоридж, Даллас-Форт-Верт, Форт-Верт-Елліенс, Індіанаполіс, Мемфіс, Окленд, Онтаріо, Портленд (Орегон) |
| FedEx Express        | Беллінгем, Берлінгтон, Фрайдей-Харбор, Оркас-Айленд, Порт-Анджелес                                      |
| Korean Air           | Чикаго-О'Хара, Лос-Анджелес, Сеул-Інчхон                                                                |
| Lufthansa Cargo      | Франкфурт                                                                                               |

## Статистика

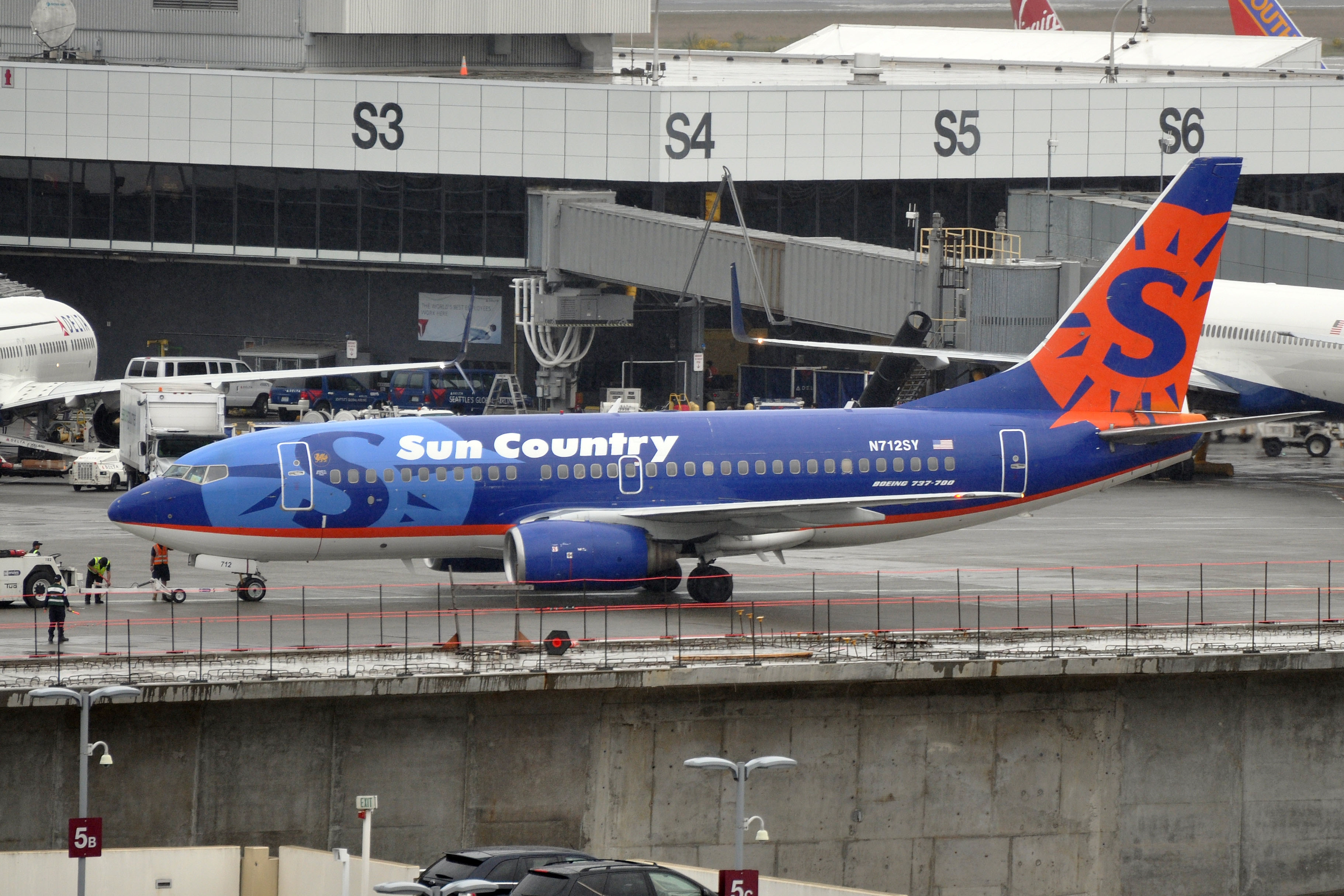
Sun Country 737—700 N712SY

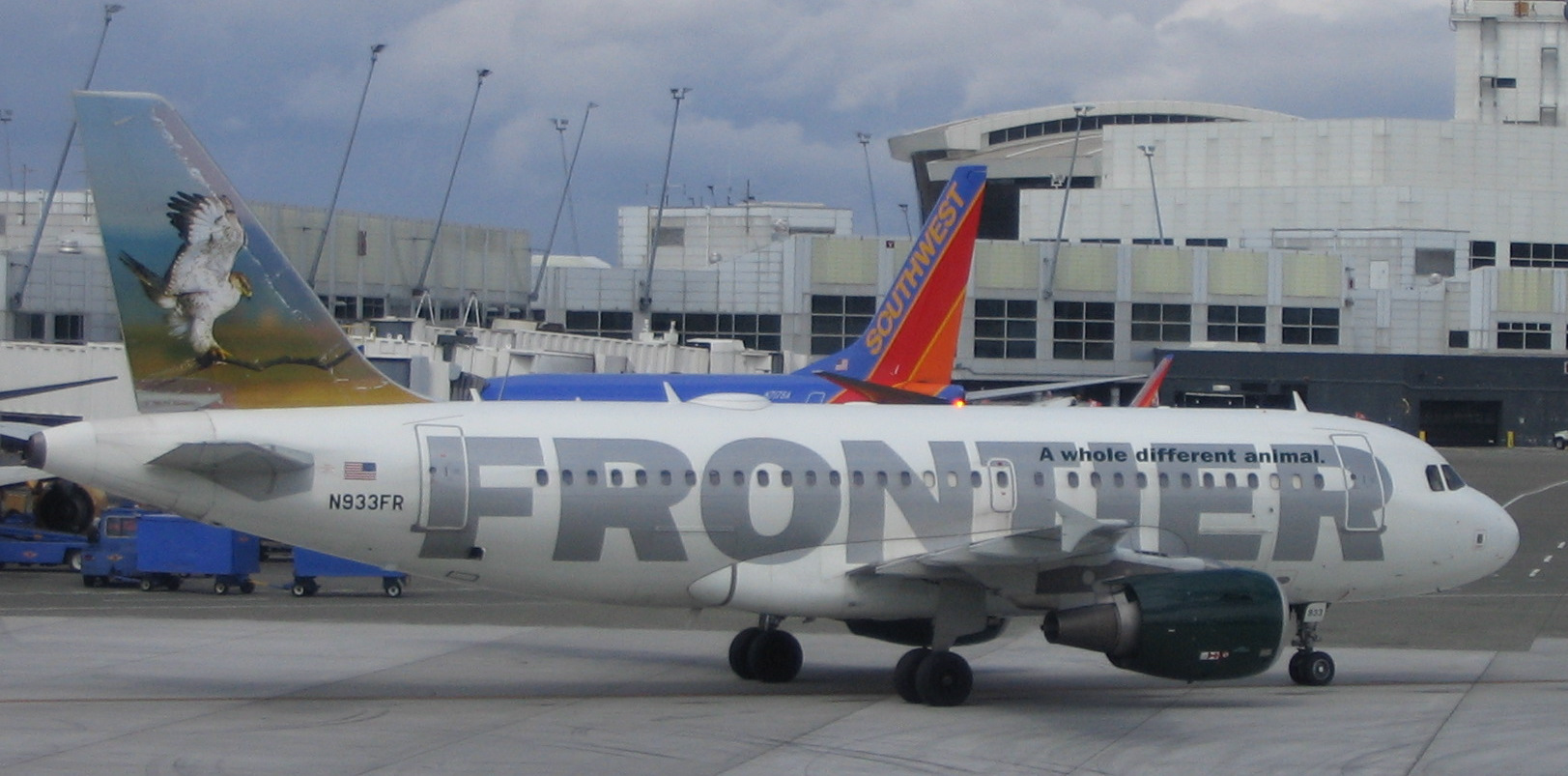
Airbus A319 — Frontier Airlines 'Sebastian the Ferruginous Hawk' (N933FR) at Sea–Tac with a Southwest Airlines Boeing 737 in the background.

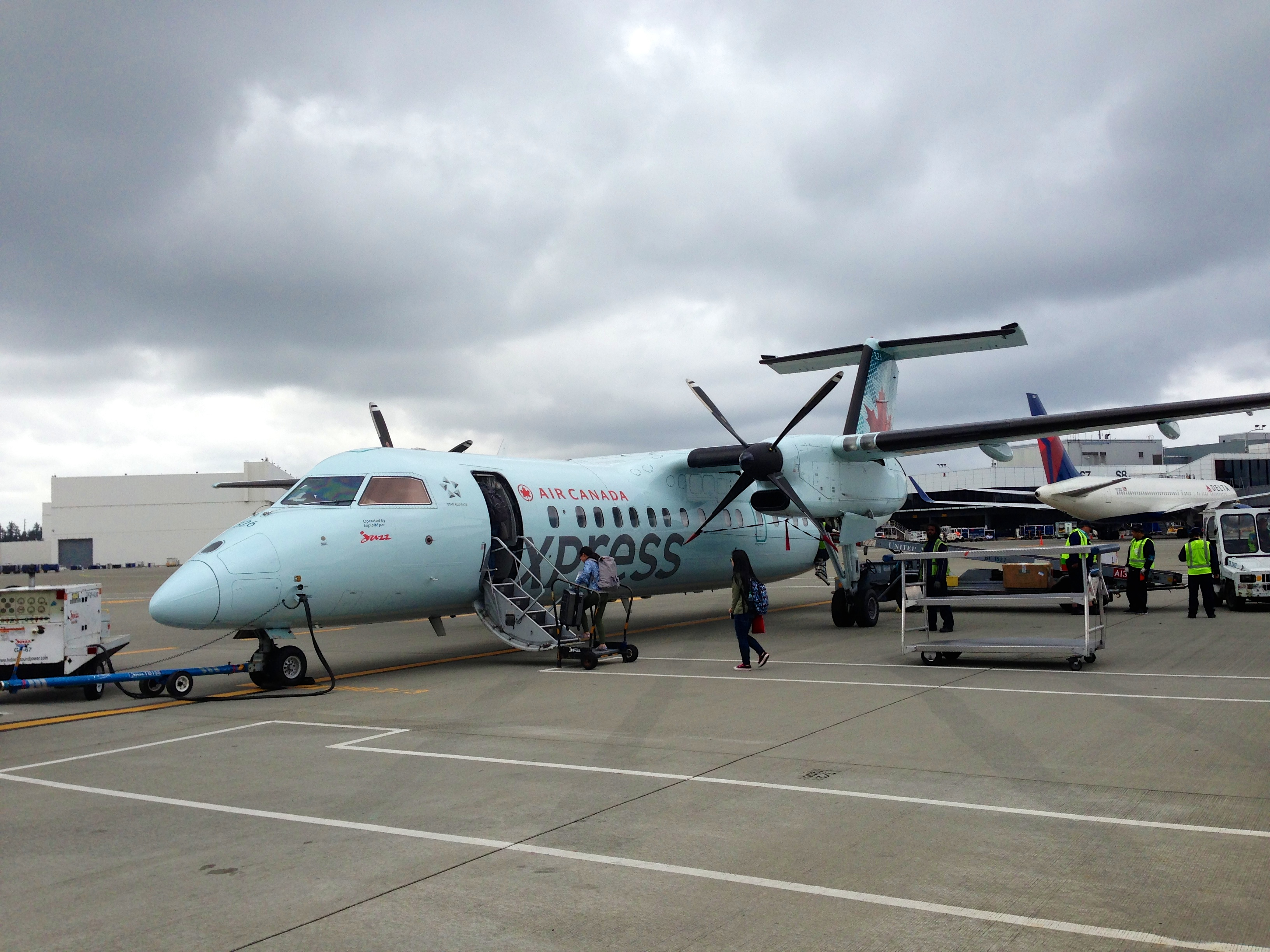
Air Canada Bombardier Q300. Unlike most international flights, which arrive at the South Satellite Terminal, flights from Calgary, Edmonton, Toronto–Pearson, and Vancouver have cleared United States border preclearance; therefore, passengers disembark directly at the main terminal.

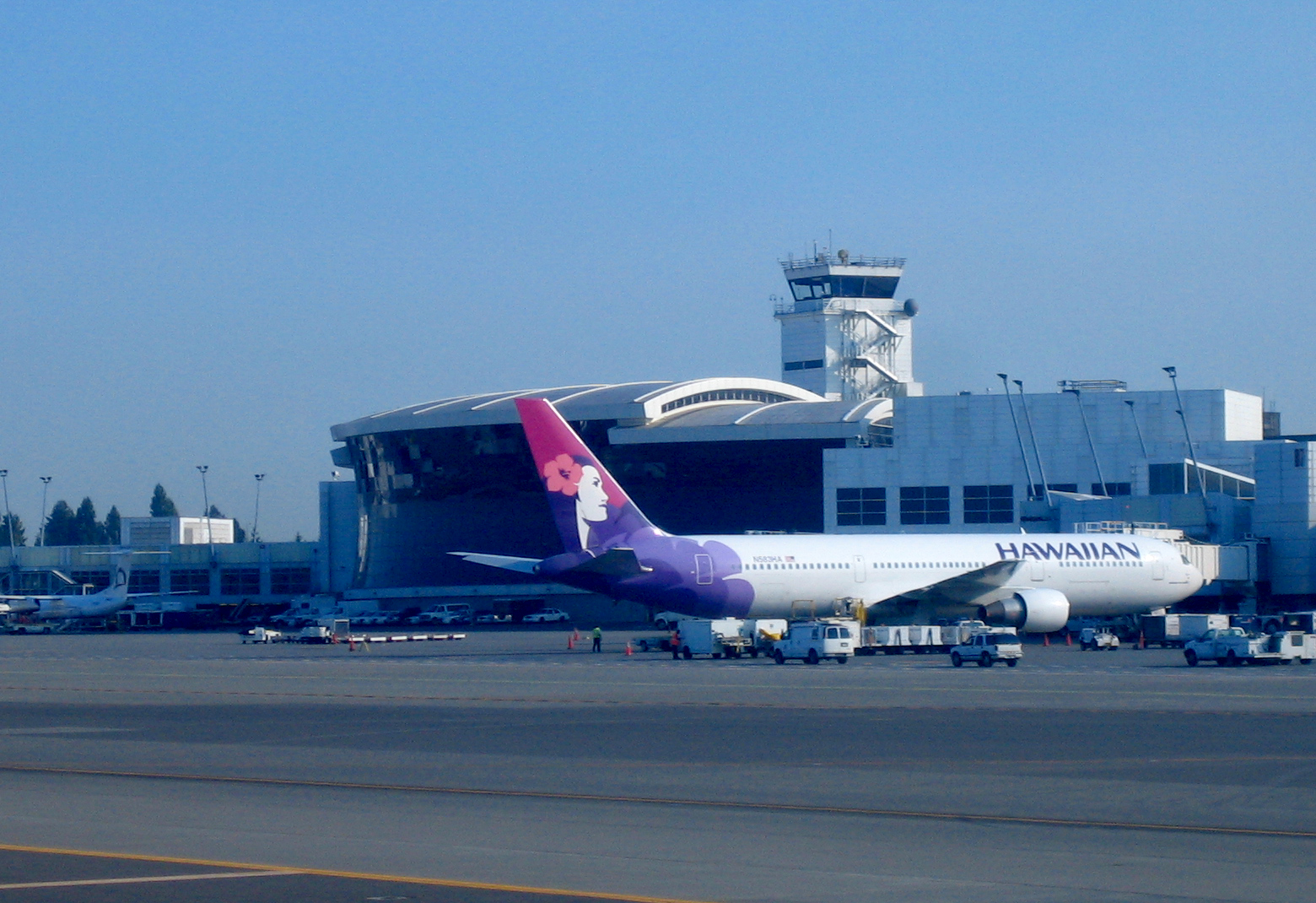
Hawaiian Airlines Boeing 767.

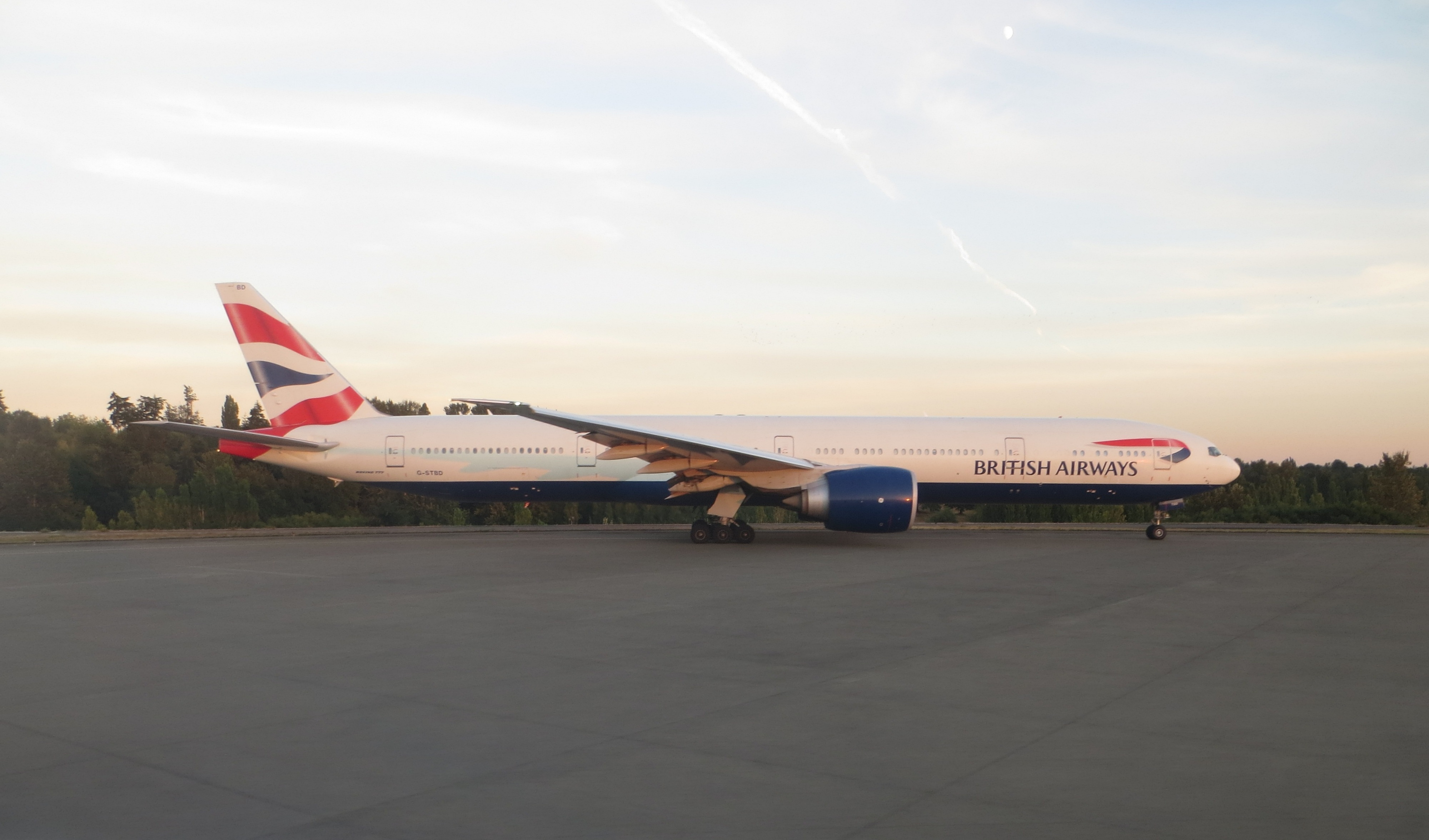
A British Airways Boeing 777 awaiting departure to London–Heathrow.

### Найпопулярніші пункти призначення
| Місце | Аеропорт                    | Пасажири  | Перевізник(и)                                |
| ----- | --------------------------- | --------- | -------------------------------------------- |
| 1     | Лос-Анджелес, Каліфорнія    | 1,303,680 | Alaska, American, Delta, Spirit, United      |
| 2     | Сан-Франциско, Каліфорнія   | 1,190,550 | Alaska, Delta, United                        |
| 3     | Анкоридж, Аляска            | 1,001,040 | Alaska, Delta, JetBlue, Sun Country          |
| 4     | Денвер, Колорадо            | 922,070   | Alaska, Delta, Frontier, Southwest, United   |
| 5     | Лас-Вегас, Невада           | 842,550   | Alaska, Delta, Southwest, Spirit             |
| 6     | Чикаго-О'Хара, Іллінойс     | 792,710   | Alaska, American, Delta, Spirit, United      |
| 7     | Фінікс-Скай-Харбор, Аризона | 779,830   | Alaska, American, Delta, Frontier, Southwest |
| 8     | Портленд, Орегон            | 650,020   | Alaska, Delta                                |
| 9     | Даллас-Форт-Верт, Техас     | 612,720   | Alaska, American, Spirit                     |
| 10    | Сан-Хосе, Каліфорнія        | 597,700   | Alaska, Delta, Southwest                     |

| Місце | Аеропорт                       | Пасажири | Зміна    | Перевізники                             |
| ----- | ------------------------------ | -------- | -------- | --------------------------------------- |
| 1     | Ванкувер, Канада               | 632,650  | ▲04.40 % | Air Canada, Alaska, Delta               |
| 2     | Сеул, Південна Корея           | 424,015  | ▲06.39 % | Asiana, Delta, Korean                   |
| 3     | Лондон-Хітроу, Велика Британія | 383,187  | ▲04.80 % | British Airways, Delta, Virgin Atlantic |
| 4     | Франкфурт, Німеччина           | 285,612  | ▲09.57 % | Condor, Lufthansa                       |
| 5     | Дубай, ОАЕ                     | 274,531  | ▼017.3 % | Emirates                                |
| 6     | Пекін, КНР                     | 270,322  | ▲02.61 % | Delta, Hainan                           |
| 7     | Амстердам, Нідерланди          | 262,828  | ▲04.84 % | Delta                                   |
| 8     | Тайбей, Тайвань                | 261,181  | ▲022.1 % | EVA                                     |
| 9     | Токіо-Наріта, Японія           | 257,188  | ▼013.6 % | ANA, Delta                              |
| 10    | Вікторія, Канада               | 245,203  | ▲010.5 % | Alaska, Delta                           |
| 11    | Калгарі, Канада                | 235,999  | ▼06.49 % | Air Canada, Alaska, Delta               |
| 12    | Шанхай-Пудун, КНР              | 202,245  | ▲012.8 % | Delta, Hainan                           |
| 13    | Едмонтон, Канада               | 171,048  | ▲00.22 % | Alaska, Delta                           |
| 14    | Париж-Шврль де Голль, Франція  | 158,720  | ▲08.53 % | Delta                                   |
| 15    | Рейк'явік-Кеплавік, Ісландія   | 156,168  | ▲06.00 % | Icelandair                              |
| 16    | Гонконг, КНР                   | 116,497  | ▲03.77 % | Delta                                   |
| 17    | Сан-Хосе-дель-Кабо, Мексика    | 114,512  | ▼05.25 % | Alaska, Delta                           |
| 18    | Торонто-Пірсон, Канада         | 113,229  | ▲010.2 % | Air Canada                              |
| 19    | Пкерто-Валларта, Мексика       | 88,173   | ▼04.01 % | Alaska, Delta                           |
| 20    | Келоуна, Канада                | 84,442   | ▼07.12 % | Alaska                                  |

### Частка авіакомпаній на ринку
| Місце | Авіакомпанія       | Пасажири   | Частка  |
| ----- | ------------------ | ---------- | ------- |
| 1     | Alaska Airlines    | 22,757,681 | 48.50 % |
| 2     | Delta Air Lines    | 10,405,764 | 22.20 % |
| 3     | Southwest Airlines | 3,122,682  | 6.70 %  |
| 4     | United Airlines    | 3,022,445  | 6.40 %  |
| 5     | American Airlines  | 2,622,793  | 5.60 %  |

### Щорічний трафік
| Рік  | Пасажири  |  | Рік  | Пасажири   |  | Рік  | Пасажири   |  | Рік  | Пасажири   |  | Рік  | Пасажири   |  | Рік  | Пасажири   |
| ---- | --------- |  | ---- | ---------- |  | ---- | ---------- |  | ---- | ---------- |  | ---- | ---------- |  | ---- | ---------- |
| 1966 | 2,822,007 |  | 1976 | 6,806,748  |  | 1986 | 13,642,666 |  | 1996 | 24,324,596 |  | 2006 | 29,996,424 |  | 2016 | 45,736,700 |
| 1967 | 3,853,607 |  | 1977 | 7,332,443  |  | 1987 | 14,445,482 |  | 1997 | 24,730,113 |  | 2007 | 31,295,822 |  | 2017 | 46,934,194 |
| 1968 | 4,434,778 |  | 1978 | 8,367,977  |  | 1988 | 14,495,519 |  | 1998 | 25,863,466 |  | 2008 | 32,196,528 |  | 2018 |            |
| 1969 | 4,804,928 |  | 1979 | 9,820,419  |  | 1989 | 15,241,258 |  | 1999 | 27,705,488 |  | 2009 | 31,227,512 |  | 2019 |            |
| 1970 | 4,653,443 |  | 1980 | 9,194,650  |  | 1990 | 16,240,309 |  | 2000 | 28,408,553 |  | 2010 | 31,553,166 |  | 2020 |            |
| 1971 | 4,697,605 |  | 1981 | 9,117,630  |  | 1991 | 16,313,289 |  | 2001 | 27,036,073 |  | 2011 | 32,823,220 |  | 2021 |            |
| 1972 | 4,788,962 |  | 1982 | 9,278,737  |  | 1992 | 17,962,217 |  | 2002 | 26,738,558 |  | 2012 | 33,223,111 |  | 2022 |            |
| 1973 | 5,205,093 |  | 1983 | 10,141,737 |  | 1993 | 18,800,524 |  | 2003 | 26,799,913 |  | 2013 | 34,826,741 |  | 2023 |            |
| 1974 | 5,772,216 |  | 1984 | 10,476,630 |  | 1994 | 20,972,819 |  | 2004 | 28,804,554 |  | 2014 | 37,498,267 |  | 2024 |            |
| 1975 | 6,112,423 |  | 1985 | 11,466,755 |  | 1995 | 22,773,986 |  | 2005 | 29,289,026 |  | 2015 | 42,340,537 |  | 2025 |            |